# معركة وينيبانج
معركة وينيبانج (ميناء جيدور) (بالإنجليزية: Battle of Winnepang)‏ حدثت أثناء حرب الأب ريل عندما هاجمت قوات نيو إنجلاند ميغماك عند ما يسمى في الوقت الحاضر بميناء جيدور، نوفا سكوشا. لقد كانت المعركة البحرية جزءًا من حملة أمر بها الحاكم ريتشارد فيليبس من أجل استعادة 82 أسيرًا من نيو إنجلاند قد تم احتجازهم من قبل الميغماك في سفن صيد قبالة ساحل نوفا سكوشا. كانت قوات نيو إنجلاند بقيادة إنساين جون برادستريت وقائد الصيد جون إليوت.

## السياق التاريخي
وقعت حرب الأب ريل نتيجة لتوسيع المستوطنات البريطانية على طول نهر كينيبيك (مين في الوقت الراهن) والحركة الخاصة بالكثير من صيادي نيو إنجلاند داخل مياه نوفا سكوشا (لاسيما في كانسو، نوفا سكوشا). إن معاهدة أوترخت في عام 1713 التي أنهت حرب الملكة آن قد سهلت هذا التوسع. ومع ذلك تم توقيع المعاهدة في أوروبا ولم يشارك أي من قبائل تحالف واباناكي فيها. ولم تتم استشارة أي منهم وقد احتجوا عن طريق شن الغارات على الصيادين والمستوطنات البريطانية. وردًا على الأعمال العدائية من قبل واباناكي تجاه التوسع، قام ريتشارد فيليبس حاكم نوفا سكوشا ببناء حصن في إقليم ميغماك التقليدي في كانسو عام 1720 وقام شوت حاكم ماساشوستس ببناء حصون في إقليم أبيناكي التقليدي عند مصب نهر كينيبيك. وقد أثار بناء هذه التحصينات التوترات التي أدت إلى حرب مفتوحة في عام 1722.
في يوليو عام 1722 حاصرت قبائل أبيناكي وميغماك مدينة أنابوليس سكوشا في محاولة لتجويع أهلها. واستولوا على 18 سفينة من سفن الصيد بالإضافة إلى اتخاذ أسرى بين كيب سابل وكانسو حاليًا. كما استولوا كذلك على السفن وأخذوا أسرى في خليج فندي. وقد أرسلت إحدى السفن التي تم الاستيلاء عليها من كانسو إلى أنابوليس رويال من قبل الحاكم فيليبس وكانت تحتوي على مخزون عام من المقاطعات إلى العاصمة. واستولت قبائل الماليسيت على سفينة أخرى استخدموها في نقل 45 محاربًا إلى الخليج للانضمام إلى 120 محاربًا من ميغماك من شوبيناسادي وكيب سابل استعدادًا للتوجه صوب أنابوليس رويال. وردًا على ذلك ومن أجل حماية العاصمة من هجمات السكان الأصليين وتأمين إطلاق صراح أسرى نيو إنجلاند، أخذ جون دوكيت نائب الحاكم 22 رهينة من قبائل ميغماك في أنابوليس رويال. وبعد بدء الحصار بقليل، أعلن شوت حاكم ماساشوستس الحرب على تحالف واباناكي. (ويليام دامر نائب الحاكم، الذي سميت الحرب باسمه، تولى منصب القائم بأعمال الحاكم في عام 1723.)

## المعركة
بعد إعلان الحرب مباشرة في 22 يوليو 1722، كلف الحاكم فيليبس كابتن جون إيليوت وكابتن جون روبنسون ومعهم مركبان يحملان كتائب بحماية مصيدة الأسماك في كانسو واسترداد أسرى نيو إنجلاند. وكان هناك موقع تخييم ميغماك بالقرب من كانسو في غرب جيدور حاليًا. وكان هناك تسعة وثلاثون فردًا من السكان الأصليين في وينيبانج (ميناء جيدور حاليًا) والذين كانوا يحتجزون أسرى في سبعة مراكب. وعندما وصل كابتن إيليوت وبرادستريت إلى الميناء قاموا بمهاجمة السكان الأصليين خلال معركة بحرية استمرت لساعتين. وقاد برادستريت فرقة الاقتحام التي تغلبت على السكان الأصليين باستخدام القنابل اليدوية والنيران المتحكم فيها. وقتل خمسة من جنود نيو إنجلاند وأصيب العديد منهم ومن ضمنهم كابتن إيليوت الذي أصيب إصابة بالغة.
عندما حاول أفراد الميغماك السباحة إلى الشاطئ للهرب قام جنود نيو إنجلاند بفتح النار عليهم. ومات خمسة وثلاثين فردًا من السكان الأصليين. تمكن الجنود من إنقاذ خمسة عشر أسيرًا من المراكب واكتشفوا أن تسعة منهم قد تم قتلهم.
تم العثور على خمسة جثث فقط من جثث السكان الأصليين من المعركة وقام الجنود بقطع رؤوسهم ووضع الرؤوس المقطوعة على أوتاد محيطة بحصن كانسو الجديد.

## النتائج المترتبة
في أماكن أخرى في الحملة ولاسترداد أسرى نيو إنجلاند، قام جايمس بلين بالتفاوض لتبادل الأسرى في كانسو وتمكن من تحرير 24 صيادًا. ولاحقًا، اختطف بلين ثلاثة أو أربعة من السكان الأصليين في جزيرة كيب سابل.
وفي حملة كابتن روبنسون الاستكشافية، قام بأسر عشرات المراكب وقتل ثلاثة من أفراد أبيناكي. وحذر روبنسون الميغماك بألا يقوموا بإيذاء أي من أسرى نيو إنجلاند لأنه كان لا يزال لديهم رهائن من الميغماك في أنابوليس رويال. وبعدئذ وصل إلى ميناء مالاجاش حيث احتفظ السكان الأصليون بخمسة مراكب صيد بالإضافة إلى عشرين أسيرًا. ودفع روبنسون فدية وتم تحريرهم.
قام كابتن سايبرين ساوثاك بقتل فرد واحد من أفراد الميغماك وأخذ خمسة آخرين كأسرى من ممر كانسو.
أرسل السكان الأصليون ستة عشر أسيرًا إلى ريتشيباكتو في نيو برونزويك حاليًا.